# 腰果
腰果（學名：Anacardium occidentale）是一种肾形核果，原產於南美洲，属无患子目漆樹科腰果屬。又名树花生、槚如树、鸡腰果、介寿果、腰子豆等，帶有附果。

## 形态
长椭圆形革质单叶互生，全缘；黄色花，有淡红条纹，圆锥花序；心脏形或肾形果实，长约25毫米；黄或红色的陀螺形肉质果柄。花托膨大成假果，真果着生在花托顶端，白色果仁。坚果年产量超50万吨。有浓郁的独特香味。果靠人工采收，剥出坚果晒干。常绿乔木或灌木；高可达12米，木材可以制做板条箱、烧炭或造小船等；树胶与阿拉伯树胶的用途相似。由於該物種與毒漆藤和芒果有亲缘关系，对之敏感的人处理时需小心。

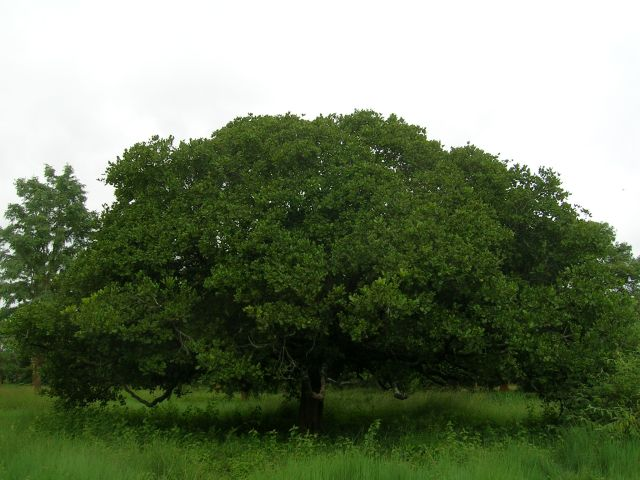
腰果樹
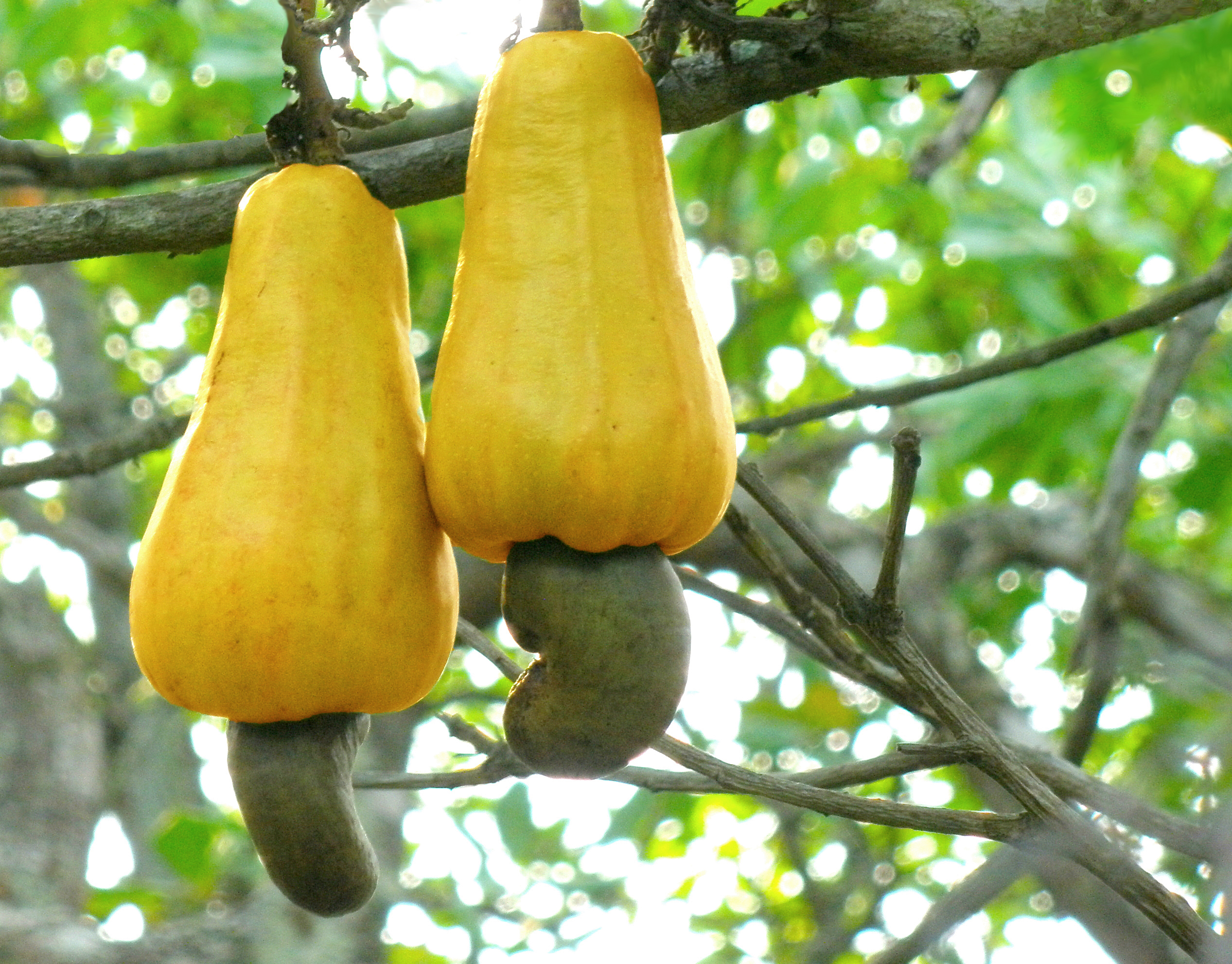
假果（黃）與真果（綠）
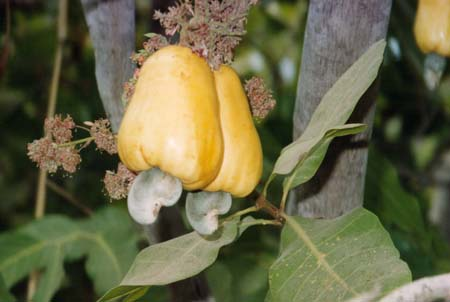
即将收获的腰果，摄於几内亚比绍
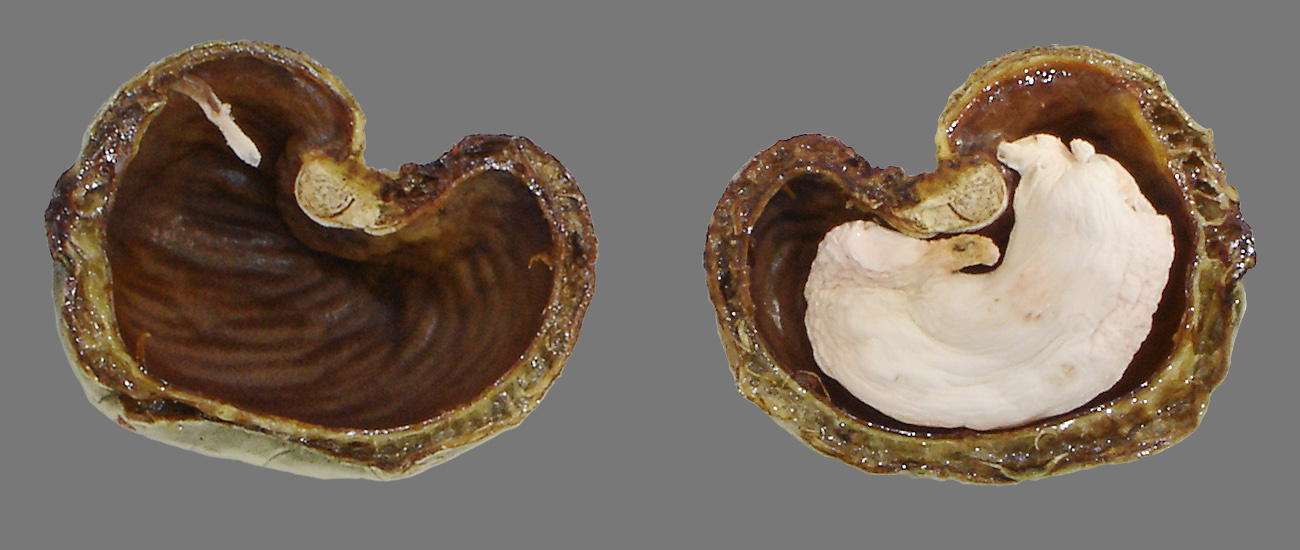
真果與果仁
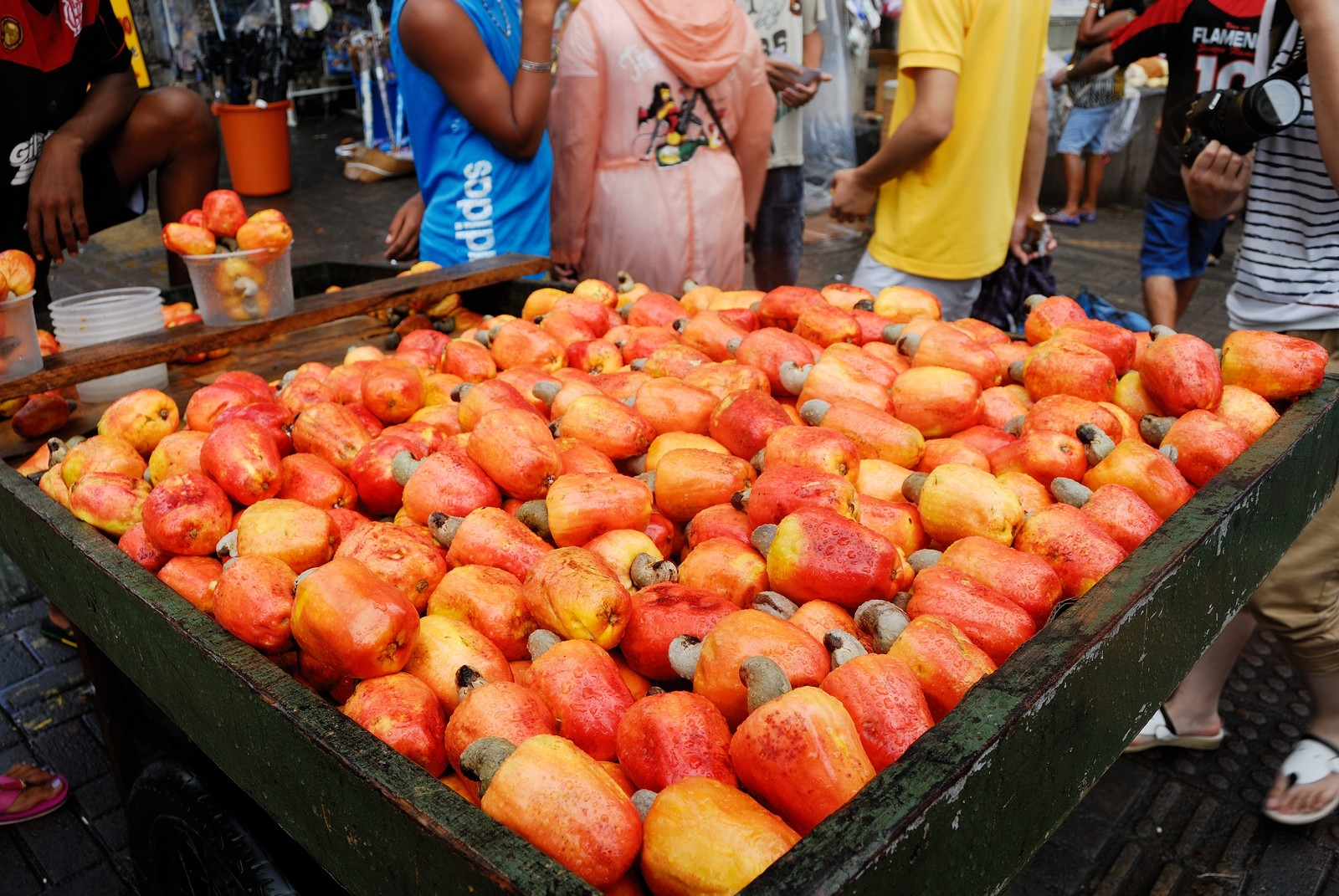
巴西若昂佩索阿街头售卖的腰果

## 產地

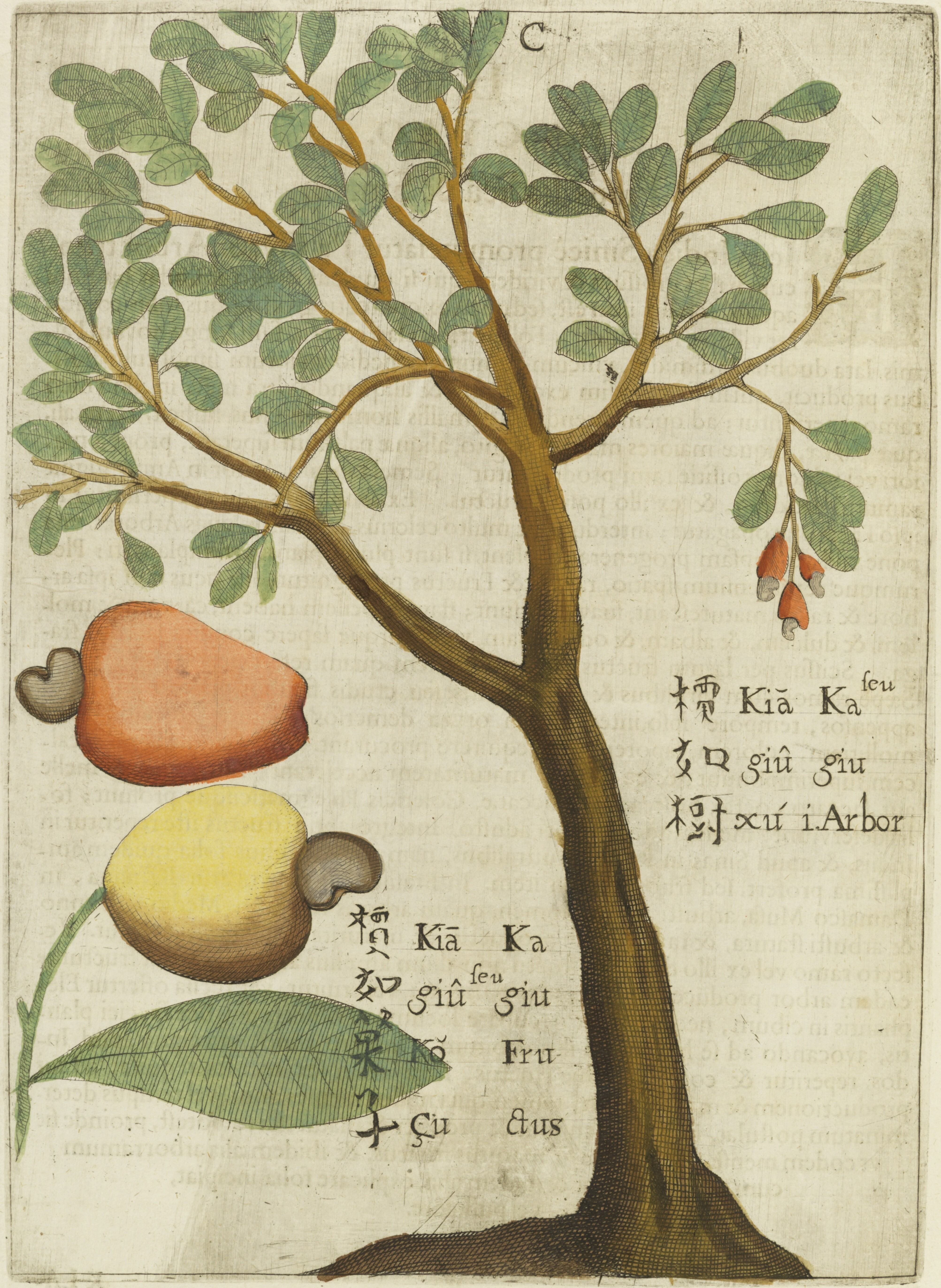
波蘭籍天主教耶穌會來華傳教士卜彌格十七世紀著作《Flora Sinensis》（譯：中國植物志）畫筆下的檟如樹。

原产热带美洲。越南、印度、象牙海岸、奈及利亞、巴西是主要生产国。中国的主产地为海南和云南。油炸后直接食用或用于巧克力、点心等辅料，也可榨油作为高级食用油。

## 食用
上部份的果梨柔软多汁，可作水果食用，也可酿酒，製果汁、果酱、蜜饯等。果壳也可榨油，含油量在40%左右，是一种乾性油，可製高级油漆、彩色胶卷有色剂、合成橡胶等。
腰果仁（通稱腰果）是十分受歡迎的零嘴，因本身風味十足而時常單獨食用，僅在烘焙後灑上少數鹽或糖提味；亦可裹上巧克力。

### 營養
- 碳水化合物 30.19%
  - 膳食纖維 5.91%
  - 糖 3.3%
- 脂肪 43.85%
- 蛋白質 18.22%

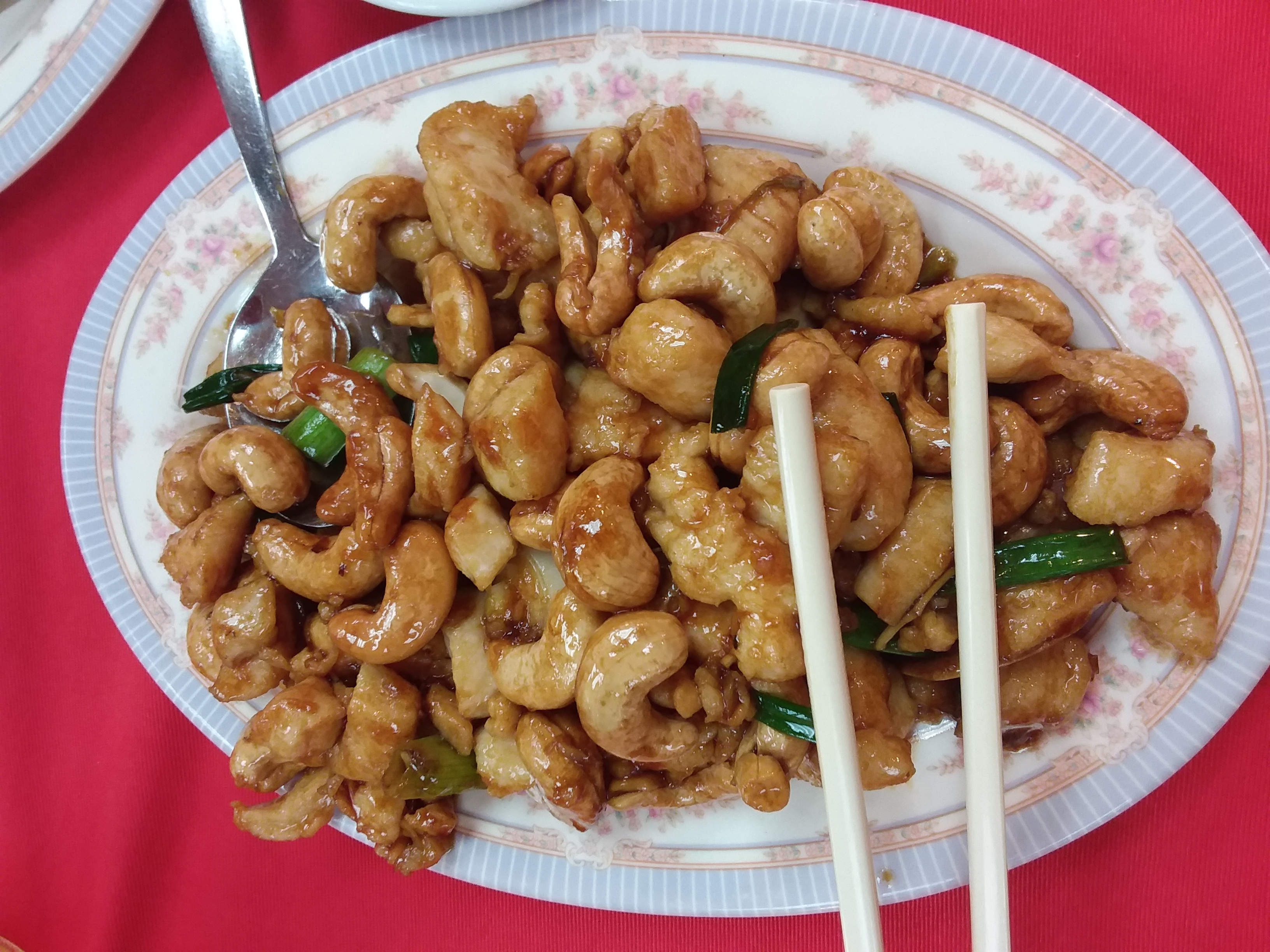
腰果（仁）炒肉丁

及少量礦物質和維生素A、維生素B1、維生素B2；腰果仁所含油脂屬 Omega 3脂肪酸，對人體有益

## 藥用
- 性味：甘，平
- 歸經：脾、胃、腎經
- 功效：補腦養血、補腎健脾、下逆氣、止久咳
- 日常食用：抗氧化、防衰老、抵抗人體腫瘤和心血管疾病。
- 慎用：食用過多易引發過敏症狀，如腹痛惡心、眼耳鼻發癢、頭暈心慌，甚至小兒全身風團，成人過敏性休克，或者出現呼吸道水腫，易阻塞呼吸，尤其是患有支氣管哮喘者。腰果中部分成分易引發哮喘病人I型病態反應，從而出現相應的臨床過敏現象。

## 毒性
- 腰果外殻富含油脂，但是這油脂有毒性，可製成腰果漆。

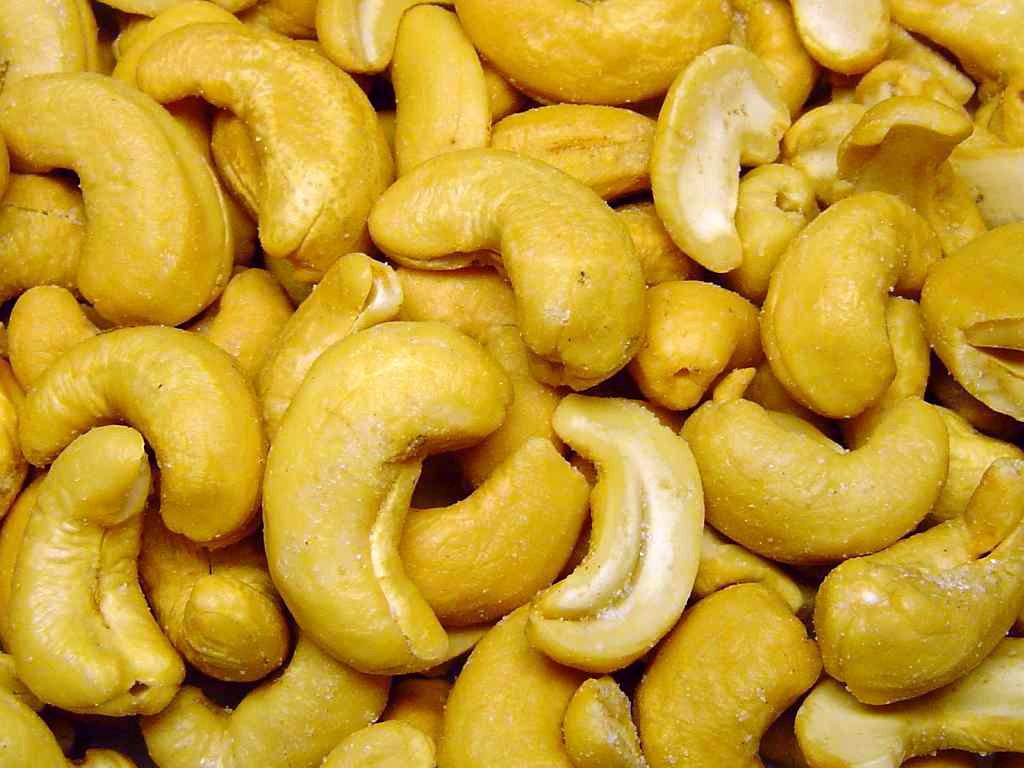
腰果果仁
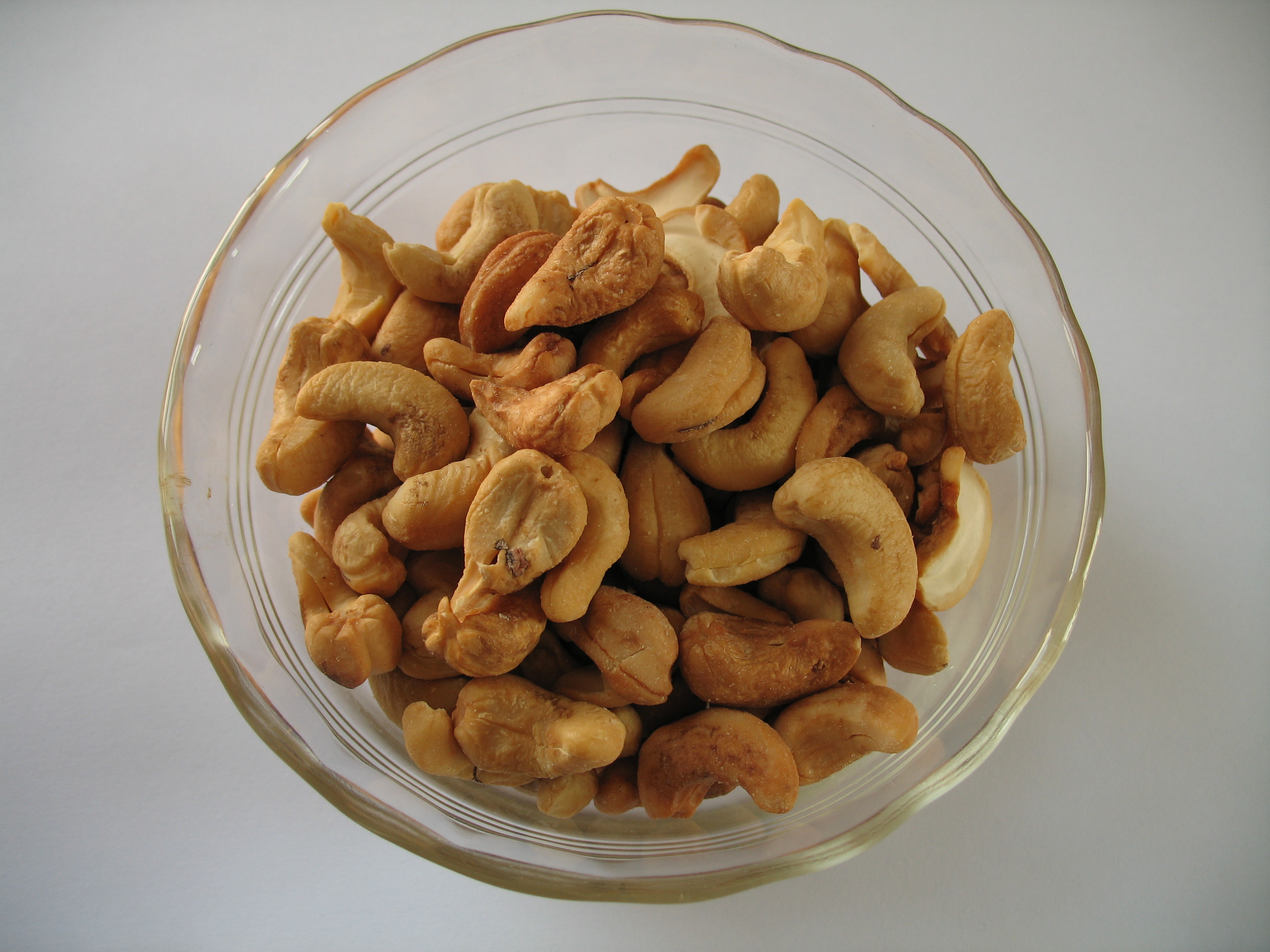
經烘培加工後的腰果零嘴

## 外部链结
- 奇趣可爱的腰果 （页面存档备份，存于）